# 新視鏡唱片
新視鏡唱片（英語：Interscope Records）是美國的一家唱片公司，隸屬於環球音樂旗下的Interscope Geffen A&M唱片。其總部位於圣莫尼卡，旗下著名藝人包括麥當娜、U2、怪奇比莉、BLACKPINK、Lady Gaga和埃米纳姆。
新視鏡唱片於1989年由吉米·艾欧文和泰德·菲尔德創辦，是與華納音樂集團旗下的大西洋唱片的合資企業。與大多數唱片公司不同的是，在當時，新視鏡唱片的A&R擁有較多決定權，藝人和製作人亦擁有較多創意自由度。公司創辦一年之後即製作出了熱門唱片，並在1993年成功實現了盈利。
1992年，新視鏡在市場獨佔鰲頭，並創辦了重要嘻哈廠牌死囚唱片。死囚唱片旗下藝人德瑞醫師、史努比狗狗與圖帕克是1990年代中期幫派饒舌的代表人物。因此，時代華納在1995年以1.15亿美元出售了公司百分之五十的股權給艾欧文和菲尔德。
2014年5月，艾欧文的主席和CEO職位由约翰·雅尼克取代。

## 外部連結
- 官方网站 Archive.today的存檔，存档日期2013-04-26